# 大鶴哲也
大鶴 哲也（おおつる てつや　昭和42年6月5日 - ）は、日本の外交官。
令和6年11月から、外務省大臣官房長を務める。

## 略歴
- 平成3年3月　京都大学法学部卒業
- 平成3年4月　外務省入省
- 平成17年8月　在アメリカ合衆国日本国大使館 一等書記官
- 平成20年1月　在アメリカ合衆国日本国大使館 参事官
- 平成21年7月　総合外交政策局総務課 首席事務官
- 平成22年7月　総合外交政策局総務課外交政策調整官
- 平成23年8月　北米局北米第二課長
- 平成26年8月　中南米局南米課長
- 平成27年9月　経済局政策課長
- 平成29年6月　大臣官房会計課長
- 令和元年9月　在リオデジャネイロ日本国総領事館 総領事
- 令和3年4月　大臣官房参事官兼総合外交政策局（大使）
- 令和3年4月　大臣官房参事官（報道・広報・文化交流担当)(外務副報道官) 兼総合外交政策局（大使）
- 令和3年6月　大臣官房参事官兼総合外交政策局（大使）
- 令和3年11月　大臣官房参事官兼経済局（大使）
- 令和4年1月　大臣官房審議官兼経済局（大使）
- 令和4年8月　内閣総理大臣秘書官
- 令和6年11月　大臣官房長

## 同期
- 有馬裕（23年北米局長・22年南部アジア部長・21年大臣官房審議官（大使））
- 石月英雄（24年国際協力局長）
- 内田浩行（22年ストラスブール総領事）
- 小川秀俊（23年コンゴ民主共和国大使）
- 北川克郎（24年欧州局長）
- 河邉賢裕（23年総合外交政策局長・22年北米局長・21年在米国大使館公使）
- 島田丈裕（24年在米国大使館公使・22年儀典長・21年大臣官房総括担当審議官兼公文書監理官）
- 髙橋良明（24年バンクーバー総領事）
- 橋場健（23年スポーツ庁審議官・21年リオデジャネイロ総領事）
- 松永健（23年トロント総領事）
- 御巫智洋（24年次席国連大使・22年国際法局長）
- 實生泰介（22年大臣官房審議官（アジア大洋州局、アジア大洋州局南部アジア部担当担当））
- 毛利忠敦（24年ウラジオストク総領事）